# Verein für Bewegungsspiele Leipzig 1999-2000
Questa voce raccoglie le informazioni riguardanti il Verein für Bewegungsspiele Leipzig nelle competizioni ufficiali della stagione 1999-2000.

## Stagione
Nella stagione 1999-2000 il VfB Lipsia, allenato da Dragoslav Stepanović e Joachim Steffens, concluse il campionato di Regionalliga nordest al 9º posto e fu retrocesso in Oberliga.

## Rosa
| N. |                       | Ruolo | Calciatore       |
| -- | --------------------- | ----- | ---------------- |
| 7  | Germania (bandiera)   | D     | Torsten Jülich   |
| 19 | Germania (bandiera)   | D     | Reimund Mimuß    |
| 20 | Germania (bandiera)   | D     | Marco Rose       |
| 22 | Germania (bandiera)   | D     | Ronald Werner    |
| 26 | Germania (bandiera)   | P     | Gunnar Grundmann |
|    | Germania (bandiera)   | P     | René Koslowski   |
|    | Slovacchia (bandiera) | D     | Michal Bordas    |
|    | Germania (bandiera)   | D     | Thorsten Görke   |
|    | Germania (bandiera)   | D     | Willi Kronhardt  |
|    | Germania (bandiera)   | D     | Holm Pinder      |
|    | Germania (bandiera)   | D     | Frank Räbsch     |
|    | Germania (bandiera)   | D     | Burkhard Reich   |
|    | Germania (bandiera)   | C     | Heiko Brestrich  |

| N. |                                 | Ruolo | Calciatore       |
| -- | ------------------------------- | ----- | ---------------- |
|    | Germania (bandiera)             | C     | Mark Gerloff     |
|    | Germania (bandiera)             | C     | Sebastian Gunkel |
|    | Germania (bandiera)             | C     | Patrick Hornung  |
|    | Germania (bandiera)             | C     | Maik Kunze       |
|    | Germania (bandiera)             | C     | Marco Kurth      |
|    | Bosnia ed Erzegovina (bandiera) | C     | Igor Lazic       |
|    | Zimbabwe (bandiera)             | C     | Farai Mbidzo     |
|    | Germania (bandiera)             | C     | Kai Metzner      |
|    | Germania (bandiera)             | C     | Jörg Rosenkranz  |
|    | Germania (bandiera)             | C     | Uwe Trommer      |
|    | Germania (bandiera)             | A     | Alexander Dürr   |
|    | Germania (bandiera)             | A     | Frank Seifert    |

## Organigramma societario
Area tecnica
- Allenatore: Joachim Steffens
- Allenatore in seconda:
- Preparatore dei portieri:
- Preparatori atletici:
- Analisi video:

## Calciomercato

### Sessione estiva
| Acquisti | Acquisti          | Acquisti          | Acquisti |
| R.       | Nome              | da                | Modalità |
| -------- | ----------------- | ----------------- | -------- |
| C        | Heiko Brestrich   | BFC Dynamo        |          |
| P        | Goran Ćurko       | TeBe Berlino      |          |
| D        | Dirk Dorbath      | Schweinfurt 05    |          |
| A        | Alexander Dürr    | Wacker Burghausen |          |
| C        | Milenko Đedović   | Hajduk Kula       |          |
| A        | Holger Gaißmayer  | RW Oberhausen     |          |
| C        | Kai Metzner       | Dinamo Dresda     |          |
| D        | Burkhard Reich    | Karlsruhe         |          |
| C        | Zlatko Todorovski | Vardar            |          |

| Cessioni | Cessioni         | Cessioni                 | Cessioni |
| R.       | Nome             | a                        | Modalità |
| -------- | ---------------- | ------------------------ | -------- |
| D        | Dirk Dorbath     | Schweinfurt 05           |          |
| A        | Holger Gaißmayer | SW Bregenz               |          |
| P        | Goran Ćurko      | Kickers Offenbach        |          |
| A        | Sava Radosavljev | Schweinfurt 05           |          |
| C        | Matthias Dehoust | VfR Mannheim             |          |
| A        | Mark Dittgen     | Chemnitz                 |          |
| D        | Frank Edmond     | Eintracht Braunschweig   |          |
| D        | Clemens Fritz    | Rot-Weiß Erfurt          |          |
| P        | Jens Jaschob     | Eisenhüttenstädter Stahl |          |
| C        | Daniel Küttner   | Plauen                   |          |
| D        | Norman Loose     | Rot-Weiß Erfurt          |          |
| D        | Diango Malacarne | Zurigo                   |          |
| C        | Madrin Piegzik   | Borussia Fulda           |          |

### Sessione invernale
| Acquisti | Acquisti     | Acquisti       | Acquisti |
| R.       | Nome         | da             | Modalità |
| -------- | ------------ | -------------- | -------- |
| D        | Holm Pinder  | Zwickau        |          |
| C        | Mark Gerloff | Sachsen Lipsia |          |

| Cessioni | Cessioni          | Cessioni     | Cessioni |
| R.       | Nome              | a            | Modalità |
| -------- | ----------------- | ------------ | -------- |
| D        | Peter Vougt       | Häcken       |          |
| C        | Ivica Bančić      | Plauen       |          |
| D        | Dos Santos        | Plauen       |          |
| C        | Milenko Đedović   | Borac Čačak  |          |
| C        | Zlatko Todorovski | OFK Belgrado |          |

## Risultati

### Regionalliga nordest

#### Girone di andata
| Arbitro: | Weber |

|                                |           |               |
| Bengs 51’ Lau 65’ Krznaric 74’ | Marcatori | 64’ Gaißmayer |

| Arbitro: | Robel |

|                   |           |  |
| Dürr 23’ Rose 75’ | Marcatori |  |

| Arbitro: | Kruse |

|  |           |          |
|  | Marcatori | 83’ Dürr |

| Lipsia 25 agosto 1999, ore 19:00 CEST 4ª giornata | VfB Lipsia | 0 – 0 referto | Zwickau | Bruno-Plache-Stadion (4 500 spett.)\| Arbitro: \| Zschoke \| |
| Arbitro:                                          | Zschoke    |               |         |                                                              |

| Arbitro: | Sax |

|           |           |  |
| Gezen 35’ | Marcatori |  |

| Arbitro: | Jauch |

|                               |           |          |
| Seifert 58’ Werner 78’ (rig.) | Marcatori | 22’ Olić |

| Arbitro: | Weise |

|                   |           |            |
| Glaubitz 17’, 71’ | Marcatori | 10’ Jülich |

| Lipsia 17 ottobre 1999, ore 19:00 CEST 8ª giornata | VfB Lipsia  | 0 – 2 a tavolino referto | Dinamo Dresda | Bruno-Plache-Stadion (3 800 spett.)\| Arbitro: \| Blumenstein \| |
| Arbitro:                                           | Blumenstein |                          |               |                                                                  |

| Arbitro: | Koop |

|                       |           |  |
| Bergner 48’ Virág 77’ | Marcatori |  |

| Arbitro: | Fleske |

|               |           |                         |
| Dürr 57’, 80’ | Marcatori | 23’ Weiß 73’ Valachovič |

| Arbitro: | Fröhlich |

|  |           |                   |
|  | Marcatori | 48’ (rig.) Werner |

| Arbitro: | Wehnert |

|  |           |         |
|  | Marcatori | 37’ Isa |

| Arbitro: | Scheibel |

|                        |           |                     |
| Rusayev 60’ Hempel 76’ | Marcatori | 81’ Jülich 90’ Rose |

| Arbitro: | Heynemann |

|                |           |                           |
| Reich 30’, 85’ | Marcatori | 21’ Nikol 74’, 77’ Härtel |

| Arbitro: | Pleßke |

|            |           |                        |
| Schade 64’ | Marcatori | 18’ Brestrich 69’ Dürr |

| Arbitro: | Häcker |

|                              |           |  |
| Lazic 41’, 75’ Brestrich 45’ | Marcatori |  |

| Arbitro: | Sturm |

|  |           |               |
|  | Marcatori | 40’, 57’ Dürr |

#### Girone di ritorno
| Arbitro: | Weise |

|                     |           |  |
| Dürr 37’ Räbsch 80’ | Marcatori |  |

| Arbitro: | Cyrklaff |

|                                   |           |          |
| Adamović 17’ Kern 49’ Pantios 80’ | Marcatori | 81’ Dürr |

| Arbitro: | Richter |

|               |           |  |
| Brestrich 44’ | Marcatori |  |

| Zwickau 7 aprile 2000, ore 19:00 CEST 21ª giornata | Zwickau | 0 – 0 referto | VfB Lipsia | Westsachsenstadion (1 263 spett.)\| Arbitro: \| Robel \| |
| Arbitro:                                           | Robel   |               |            |                                                          |

| Arbitro: | Binkowski |

|                         |           |                |
| Brestrich 23’ Reich 82’ | Marcatori | 41’, 43’ Němec |

| Arbitro: | Pleßke |

|  |           |                      |
|  | Marcatori | 24’ Reich 80’ Jülich |

| Arbitro: | Ranft |

|         |           |  |
| Dürr 4’ | Marcatori |  |

| Arbitro: | Fleske |

|                                   |           |               |
| Nogueira 55’ Bulatovic 77’ (rig.) | Marcatori | 87’ Brestrich |

| Arbitro: | Fleischer |

|  |           |               |
|  | Marcatori | 82’ Schiemann |

| Arbitro: | Melms |

|                          |           |           |
| Krasselt 17’ (rig.), 21’ | Marcatori | 59’ Kunze |

| Arbitro: | Sturm |

|                         |           |  |
| Kunze 24’, 57’ Rose 25’ | Marcatori |  |

| Arbitro: | Scheibel |

|                  |           |  |
| Nowacki 16’, 88’ | Marcatori |  |

| Arbitro: | Sax |

|               |           |                       |
| Brestrich 90’ | Marcatori | 32’ Lischke 51’ Mason |

| Berlino 5 maggio 2000, ore 18:00 CEST 31ª giornata | Union Berlino | 0 – 0 referto | VfB Lipsia | Stadio An der Alten Försterei (4 430 spett.)\| Arbitro: \| Voigt \| |
| Arbitro:                                           | Voigt         |               |            |                                                                     |

| Lipsia 10 maggio 2000, ore 19:00 CEST 32ª giornata | VfB Lipsia | 0 – 0 referto | Eisenhüttenstädter Stahl | Bruno-Plache-Stadion (1 200 spett.)\| Arbitro: \| Jauch \| |
| Arbitro:                                           | Jauch      |               |                          |                                                            |

| Arbitro: | Kruse |

|                 |           |                             |
| Koslov 45’, 75’ | Marcatori | 5’ Dürr 13’ Kurth 51’ Kunze |

| Arbitro: | Bley |

|                                  |           |  |
| Brestrich 41’, 50’ Rose 45’, 63’ | Marcatori |  |

## Statistiche

### Statistiche di squadra
| Competizione         | Punti | In casa | In casa | In casa | In casa | In casa | In casa | In trasferta | In trasferta | In trasferta | In trasferta | In trasferta | In trasferta | Totale | Totale | Totale | Totale | Totale | Totale | DR |
| Competizione         | Punti | G       | V       | N       | P       | Gf      | Gs      | G            | V            | N            | P            | Gf           | Gs           | G      | V      | N      | P      | Gf     | Gs     | DR |
| -------------------- | ----- | ------- | ------- | ------- | ------- | ------- | ------- | ------------ | ------------ | ------------ | ------------ | ------------ | ------------ | ------ | ------ | ------ | ------ | ------ | ------ | -- |
| Regionalliga nordest | 49    | 17      | 8       | 4       | 5       | 25      | 14      | 17           | 6            | 3            | 8            | 18           | 22           | 34     | 14     | 7      | 13     | 43     | 36     | +7 |
| Totale               | 49    | 17      | 8       | 4       | 5       | 25      | 14      | 17           | 6            | 3            | 8            | 18           | 22           | 34     | 14     | 7      | 13     | 43     | 36     | +7 |

### Andamento in campionato
| Giornata  | 1  | 2 | 3 | 4 | 5  | 6 | 7 | 8  | 9  | 10 | 11 | 12 | 13 | 14 | 15 | 16 | 17 | 18 | 19 | 20 | 21 | 22 | 23 | 24 | 25 | 26 | 27 | 28 | 29 | 30 | 31 | 32 | 33 | 34 |
| --------- | -- | - | - | - | -- | - | - | -- | -- | -- | -- | -- | -- | -- | -- | -- | -- | -- | -- | -- | -- | -- | -- | -- | -- | -- | -- | -- | -- | -- | -- | -- | -- | -- |
| Luogo     | T  | C | T | C | T  | C | T | C  | T  | C  | T  | C  | T  | C  | T  | C  | T  | C  | T  | C  | T  | C  | T  | C  | T  | C  | T  | C  | T  | C  | T  | C  | T  | C  |
| Risultato | P  | V | V | N | P  | V | P | P  | P  | N  | V  | P  | N  | P  | V  | V  | V  | V  | P  | V  | N  | N  | V  | V  | P  | P  | P  | V  | P  | P  | N  | N  | V  | V  |
| Posizione | 15 | 7 | 5 | 7 | 10 | 5 | 7 | 10 | 15 | 14 | 11 | 13 | 13 | 14 | 11 | 10 | 7  | 6  | 7  | 7  | 8  | 9  | 8  | 7  | 8  | 8  | 9  | 9  | 9  | 10 | 10 | 10 | 9  | 9  |

Legenda:

Luogo: C = Casa; T = Trasferta. Risultato: V = Vittoria; N = Pareggio; P = Sconfitta.

### Statistiche dei giocatori
| I. Bančić      | 15 | 0  | 5  | 0 |
| M. Bordas      | 18 | 0  | 4  | 0 |
| H. Brestrich   | 20 | 8  | 3  | 1 |
| D. Dorbath     | 14 | 0  | 0  | 0 |
| A. Dürr        | 33 | 11 | 6  | 0 |
| H. Gaißmayer   | 7  | 1  | 0  | 0 |
| M. Gerloff     | 2  | 0  | 1  | 0 |
| G. Grundmann   | 27 | 0  | 1  | 0 |
| S. Gunkel      | 2  | 0  | 0  | 0 |
| T. Görke       | 33 | 0  | 10 | 0 |
| P. Hornung     | 0  | 0  | 0  | 0 |
| T. Jülich      | 33 | 3  | 0  | 0 |
| R. Koslowski   | 3  | 0  | 0  | 0 |
| W. Kronhardt   | 3  | 0  | 0  | 0 |
| M. Kunze       | 15 | 4  | 2  | 0 |
| M. Kurth       | 5  | 1  | 2  | 0 |
| I. Lazic       | 19 | 2  | 4  | 0 |
| F. Mbidzo      | 1  | 0  | 0  | 0 |
| K. Metzner     | 11 | 0  | 2  | 0 |
| R. Mimuß       | 6  | 0  | 1  | 0 |
| H. Pinder      | 7  | 0  | 1  | 0 |
| S. Radosavljev | 5  | 0  | 0  | 0 |
| B. Reich       | 33 | 4  | 7  | 0 |
| M. Rose        | 34 | 5  | 10 | 0 |
| J. Rosenkranz  | 3  | 0  | 0  | 0 |
| F. Räbsch      | 24 | 1  | 2  | 0 |
| D. Santos      | 13 | 0  | 2  | 0 |
| F. Seifert     | 28 | 1  | 4  | 0 |
| U. Trommer     | 0  | 0  | 0  | 0 |
| P. Vougt       | 6  | 0  | 0  | 0 |
| R. Werner      | 33 | 2  | 7  | 0 |
| G. Ćurko       | 5  | 0  | 1  | 0 |
| M. Đedović     | 4  | 0  | 0  | 0 |